# John Cope (6e baronnet)
Pour les articles homonymes, voir John Cope et Cope.
John Cope, 6e baronnet (1673-1749), de Bramshill, Hampshire, est un banquier britannique et homme politique whig qui siège à la Chambre des communes anglaise et britannique pendant 36 ans de 1705 à 1741. Il est administrateur de la Banque d'Angleterre de 1706 à 1721.

## Jeunesse

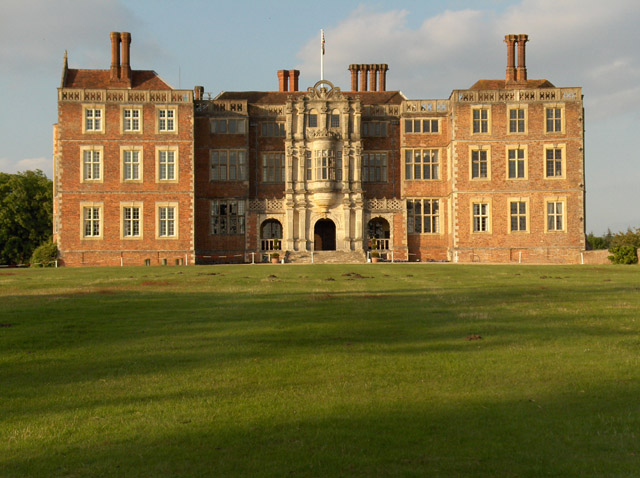
Bramshill House, façade sud.

Il est le fils aîné de John Cope, 5e baronnet de Hanwell, Oxfordshire et de sa femme Anne Booth, fille de Philip Booth, et est baptisé le 1er décembre 1673. Il s'inscrit à l'Oriel College d'Oxford le 22 octobre 1689, à l'âge de 16 ans. Il est fait chevalier le 26 janvier 1696 et épouse en 1696 Alice Monoux, fille d'Humphrey Monoux, 2e baronnet de Wootton, Bedfordshire. En 1700, il acquiert le manoir de Bramshill pour 21 500 £, aidé par un prêt de son père.

## Carrière
Il se présente à Andover lors de la deuxième élection générale de 1701 et aux Élections générales anglaises de 1702, mais est battu à deux reprises. Après avoir envisagé d'être candidat à Stockbridge, il est finalement élu en tant que député de Plympton Erle sous le patronage de George Treby, lors des Élections générales anglaises de 1705. Il siège avec les whigs et vote pour le candidat à la présidence de la Cour le 25 octobre 1705. En 1706, il devient directeur de la Banque d'Angleterre et le reste, à intervalles statutaires, jusqu'en 1721. Il est également commissaire de l'équivalent en tant que représentant de la Banque en 1707 et continue de s'intéresser aux questions de l'Union et de l'Écosse. Aux Élections générales britanniques de 1708, il se présente à Tavistock, où il est réélu sans opposition en tant que député avec le soutien du duc de Bedford. Il est scrutateur pour les Whigs et soutient la naturalisation des Palatins en 1709. Il est réélu commissaire de l'équivalent en 1709, restant jusqu'en 1715. En 1710, il vote pour la destitution du Dr Sacheverell. Lors des Élections générales britanniques de 1710, il est réélu après une dure lutte et évite d'être contesté par pétition contrairement à son collègue. Il vote contre le projet de loi sur le commerce français le 18 juin 1713. Il est réélu sans opposition aux élections générales britanniques de 1713 et vote contre l'expulsion de Richard Steele le 18 mars 1714.
Il est réélu en tant que député whig de Tavistock lors d'un scrutin aux élections générales britanniques de 1715 et sans opposition en 1722. Il succède à son père comme baronnet le 11 janvier 1721. Aux Élections générales britanniques de 1727 il se présente à Tavistock et dans le Hampshire, et étant réélu dans les deux circonscriptions, décide de siéger comme député du Hampshire. Aux Élections générales britanniques de 1734, il est réélu député de Lymington et prend sa retraite à la fin de cette législature.
Il est décédé le 8 décembre 1749. Il a deux fils et une fille. Son fils Monoux Cope (7e baronnet) lui succède.